# Handsworth

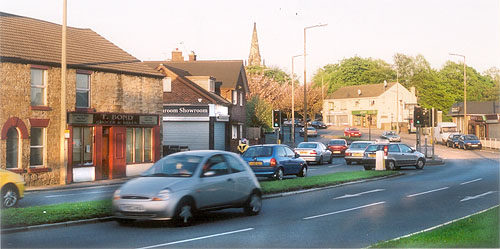
Handsworth (leste), Sheffield

Handsworth é um bairro na região sudeste da cidade de Sheffield, Yorkshire, Inglaterra. A população de Handsworth é de aproximadamente 15 mil habitantes, e ocupa uma área de cerca de 13 km². O bairro possui cinco escolas, quatro igrejas, numerosas lojas pequenas e um supermercado grande (mostrado no filme The Full Monty).

## História

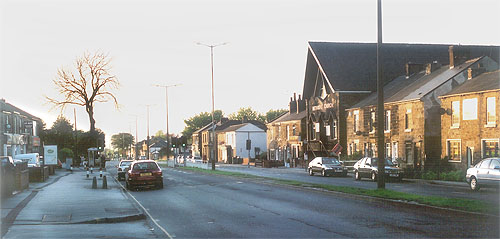
Handsworth (oeste), Sheffield

No livro "Domesday Book" compilado no século XI, se refere ao "Handeswrde" (agora Handsworth) citando que, antes da conquista da Inglaterra pelos Normandos em 1066, o dono desta área era o Lorde Torchil.
Após esta data, o Rei Normando, Guilherme, o Conquistador, passou as terras para o seu meio-irmão, Richard de Sourdeval.
Mais tarde, Handsworth passou (por casamento) para as famílias Paynel e Lovetot. Um dos Lovetot (provavelmente Richard) mandou construir a Igreja de Sta. Maria, em 1170.